# Големи връх
Големи връх е най-високият връх на Ерулска планина. Надморската му височина е 1481 м. Принадлежи към Руйско-Верилската планинска редица в историко-географската област Краище. Върхът е част от планинските първенци на България.